# Ancient Temples of Egypt
Ancient Temples of Egypt è un cortometraggio muto del 1912 diretto da Sidney Olcott.

## Produzione
Il film fu prodotto dalla Kalem Company. Venne girato in Egitto, a Luxor, sul fiume Nilo e al tempio di Karnak.

## Distribuzione
Distribuito dalla General Film Company, il film - un documentario di 150 metri - uscì nelle sale cinematografiche USA il 2 ottobre 1912. La Moving Pictures Sales Agency lo distribuì il 5 dicembre 1912 nel Regno Unito.